# 巫家坝站
巫家坝站是昆明地铁1号线的地铁车站，位于中华人民共和国云南省昆明市官渡区春城路与巫家巷交叉口南侧，于2014年4月30日开通。

## 车站结构
巫家坝站位于春城路与巫家巷交叉口南侧，呈南北走向，为地下两层岛式站台车站，车站长177.22米，车站地下一层为站厅层，地下二层为站台层，站台设置全高站台门。
| 地面              | 出入口 | A、D出入口 |
| 地下一层          | 站厅   | 客服中心、自动售票机、验票机 |
| 地下二层          | 站台   | \| \| \| █ 1号线往 █ 2号线北部汽车站（日新路） \| \| 島式 · 開左邊车门 \| \| \| \| \| \| █ 1号线往大学城南及昆明南火车站（昌宏西路） \| |
|                   |        | █ 1号线往 █ 2号线北部汽车站（日新路）                                                                                                   |
| 島式 · 開左邊车门 |        | |
|                   |        | █ 1号线往大学城南及昆明南火车站（昌宏西路）                                                                                             |

## 出入口
巫家坝站目前开放2个出入口，但未设置无障碍设施，各出口及周围设施如下所示：
| 编号     | 地点     | 建议前往的目的地 | 照片 |
| -------- | -------- | ---------------- | ---- |
| 出口 · A | 春城路   | 黄家医圈         |      |
| 出口 · D | 无名道路 | 昭商大酒店       |      |

## 接驳交通

### 公交车
- 巫家坝：52路

## 车站历史
- 2014年4月30日，车站随1、2号线首期工程全线通车开通[1]。
- 2020年1月30日，受新冠疫情影响，车站暂停运营[4]。3月18日，车站恢复运营[5]。